# 郭成宇
郭成宇（1959年1月—），辽宁大连人，汉族，无党派人士。中华人民共和国政治人物、第十三届全国人民代表大会黑龙江地区代表。
2018年2月24日，当选为第十三届全国人大代表。